# Army Air Corps
L'Army Air Corps è la componente d'aviazione dell'Esercito britannico. Provvede anche all'aviotrasporto dei paracadutisti del 16 Air Assault Brigade.

## Storia
Fu fondata nel 1942 durante la seconda guerra mondiale, e sciolta nel 1949. Ricostituita nel 1957, oggi ha delle basi nel Regno Unito, Brunei, Canada e Germania.

## Mezzi Aerei
| Aeromobile                         | Origine                 | Tipo                        | Versione (denominazione locale) | In servizio (2024) | Note | Immagine |
| Elicotteri                         |                         |                             |                                 |                    | |          |
| Boeing AH-64 Apache                | Stati Uniti Regno Unito | elicottero d'attacco        | Apache AH.1 (WAH-64D)AH-64E     | 37                 | 67 Apache WAH-64D (AH.1 per l'esercito) costruiti su licenza dalla Westland tutti consegnati entro il 2004. Ulteriori 50 AH-64E sono stati ordinati direttamente a Boeing e consegnati a partire dal 2021. |          |
| AgustaWestland AW159 Wildcat       | Regno Unito             | elicottero utility          | Wildcat AH.1                    | 25                 | 34 Wildcat AH.1 ordinati ed entrati in servizio il 29 agosto 2014. |          |
| Airbus Helicopters AS365N3 Dauphin | Francia                 | elicottero utility          | Dauphin AH.1                    | 5                  | 6 consegnati a partire dal 2008. 1 esemplare perso in un incidente nel 2023. |          |
| Airbus Helicopters H145 Jupiter    | Unione europea          | elicottero da addestramento | Jupiter HC2                     | 1                  | 6 H145 esemplari ordinati ad aprile 2024. Primo esemplare, ridesignato Jupiter HC2, consegnato il 12 maggio 2025.                                                                                          |          |

### Aeromobili ritirati
- Thales UK WK450 Watchkeeper - 50 esemplari (2014-2025)[11][12][13]
- Aérospatiale Alouette AH.2 - 17 esemplari (1958-1988)[14]
- Airbus Helicopters H135 - 5 esemplari (2022-2023)[15]
- Agusta A109A - 4 esemplari (1982-2009)[16]
- Auster AOP.9 - (1955-?)[17]
- Bell 212 - 9 esemplari (1995-2022)[18]
- Bristol Sycamore
- Britten-Norman Islander AL1 - 7 esemplari (1989-2019)[19] 8 AL2, 3 AL1 e 1 CC2 ceduti alla Royal Air Force ad aprile 2019.[20]
- Britten-Norman Defender AL1 - 8 esemplari (2007-2019)[19]
- Britten-Norman Defender T3 - 1 esemplare (2007-2019)[19]
- De Havilland Canada DHC-1 Chipmunk T.10
- De Havilland Canada DHC-2 Beaver AL.1 - 42 esemplari (1961-1989)[21]
- Eurocopter Squirrel HT.2 - 12 esemplari (1997-2018)[22]
- Saunders-Roe Skeeter
- Westland Gazelle AH.1/HT.2 - 212 esemplari (1974-2023)[23][24]
- Westland Lynx AH.1/5/7/9 - 113 esemplari (1978-2018)[4]
- Westland Scout AH.1 - (1963-?)[25]
- Westland Sioux - 280 esemplari (1964-1977)[26]